# Blang Mancung Bawah
Blang Mancung Bawah is een bestuurslaag in het regentschap Aceh Tengah van de provincie Atjeh, Indonesië. Blang Mancung Bawah telt 557 inwoners (volkstelling 2010).